# Городоцьке водосховище
Городоцьке водосховище — водосховище, що розташоване на річці Верещиця у місті Городок Городоцького району Львівської області. Побудоване в 1930 році, реконструйоване в 1970 році. Площа озера — 1 км², довжина — 1,8 км, ширина — 0,76 км. Повна ємність — 1,42 млн м³, корисна ємність — 1,3 млн м³. Балансоутримувач — Львівоблрибкомбінат. Використовується для риборозведення. 